# (21919) Luga
(21919) Luga (1999 VV47) – planetoida z pasa głównego asteroid okrążająca Słońce w ciągu 5,38 lat w średniej odległości 3,07 j.a. Odkryta 3 listopada 1999 roku.